# Plocoglottis lacuum
Plocoglottis lacuum är en orkidéart som beskrevs av Johannes Jacobus Smith. Plocoglottis lacuum ingår i släktet Plocoglottis och familjen orkidéer. Inga underarter finns listade i Catalogue of Life.